# Florence (Wisconsin)
Florence ist ein Census-designated place und der Verwaltungssitz des Florence County im US-Bundesstaat Wisconsin. Zu statistischen Zwecken ist der Ort zu einem Census-designated place (CDP) zusammengefasst worden. Das U.S. Census Bureau hat bei der Volkszählung 2020 eine Einwohnerzahl von 641 ermittelt.

## Geographie
Florence liegt im Nordosten Wisconsins, am Südufer des die Grenze zu Michigan bildenden Brule River. Dieser vereinigt sich etwa fünf Kilometer nordöstlich des Ortes mit dem Michigamme River zum in den rund 100 Kilometer südöstlich gelegenen Michigansee mündenden Menominee River. Der Obere See, der größte der fünf Großen Seen, liegt rund 100 Kilometer nördlich.
Die geographischen Koordinaten von Florence sind 45°55′20″ nördlicher Breite und 88°15′06″ westlicher Länge. Der Ort bildet das Zentrum der Town of Florence und erstreckt sich über eine Fläche von 4,62 km2.
Benachbarte Orte von Florence sind Commonwealth an der südöstlichen Ortsgrenze, Iron Mountain in Michigan (23,1 km südöstlich) und Tyran (5,2 km nordwestlich).
Die nächstgelegenen größeren Städte sind Sault Ste. Marie in der kanadischen Provinz Ontario (348 km östlich, gegenüber von Sault Ste. Marie, Michigan), Green Bay am Michigansee (178 km südlich), Wisconsins Hauptstadt Madison (394 km südsüdwestlich), Wausau (200 km südwestlich), die Twin Cities in Minnesota (469 km westsüdwestlich) und Duluth am Oberen See in Minnesota (354 km westnordwestlich).

## Verkehr

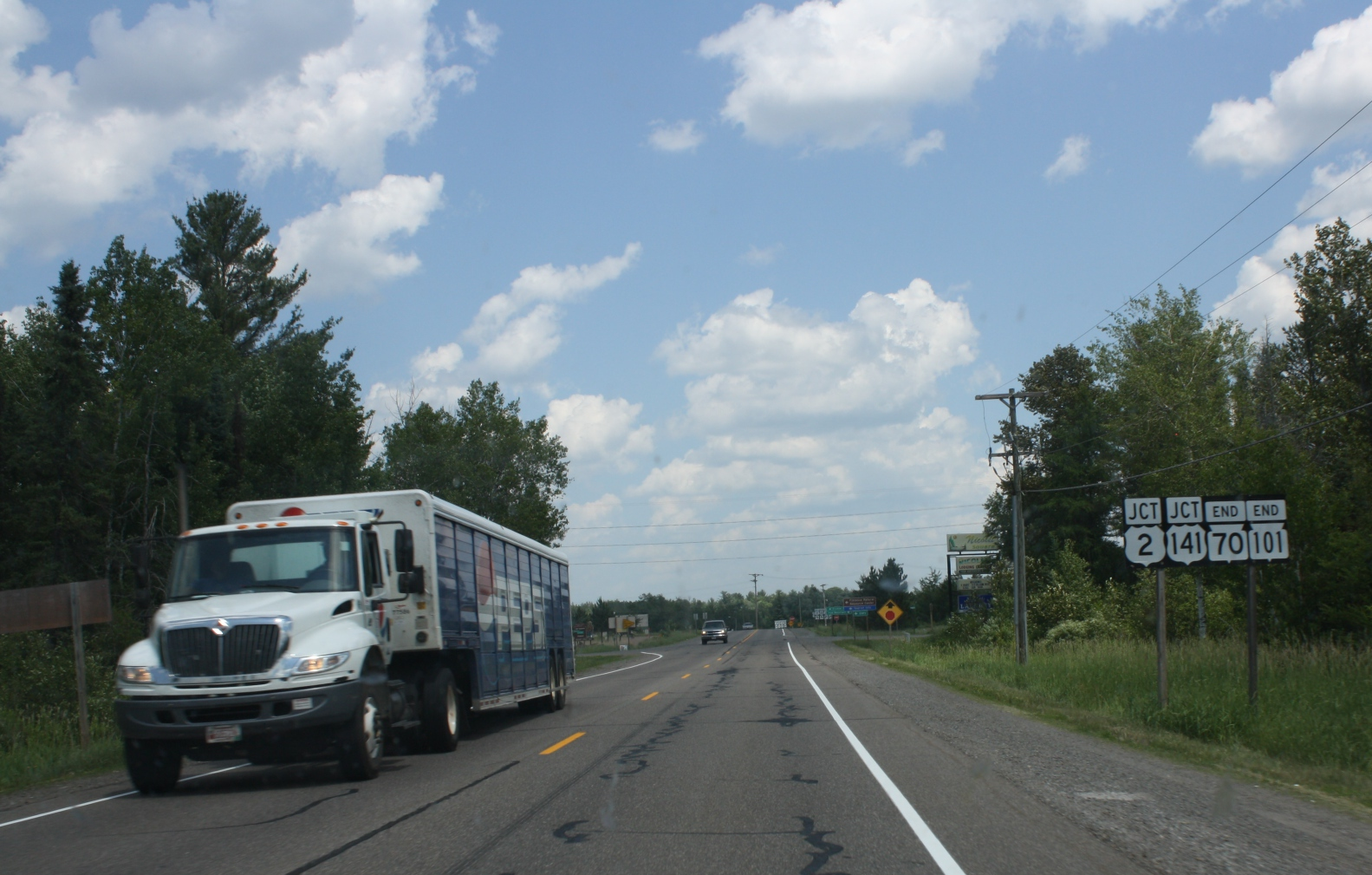
Gemeinsamer Endpunkt von WIS 70 und WIS 101

Die auf einer gemeinsamen Strecke verlaufenden US-Highways 2 und 141 führen in West-Ost-Richtung als Hauptstraße durch Florence. Im Osten des Ortes treffen die Wisconsin State Routes 70 und 101 an ihrem östlichen bzw. nördlichen Endpunkt zusammen. Alle weiteren Straßen sind untergeordnete Landstraßen, teils unbefestigte Fahrwege oder innerörtliche Verbindungsstraßen.
Mit dem Ford Airport befindet sich 26,9 Kilometer südöstlich in Iron Mountain, Michigan der nächste Regionalflughafen.

## Bevölkerung
Nach der Volkszählung im Jahr 2010 lebten in Florence 592 Menschen in 256 Haushalten. Die Bevölkerungsdichte betrug 128,1 Einwohner pro Quadratkilometer. In den 256 Haushalten lebten statistisch je 2,09 Personen.
Ethnisch betrachtet setzte sich die Bevölkerung zusammen aus 97,6 Prozent Weißen sowie 1,9 Prozent amerikanischen Ureinwohnern; 0,5 Prozent stammten von zwei oder mehr Ethnien ab. Unabhängig von der ethnischen Zugehörigkeit waren 0,8 Prozent der Bevölkerung spanischer oder lateinamerikanischer Abstammung.
19,4 Prozent der Bevölkerung waren unter 18 Jahre alt, 53,1 Prozent waren zwischen 18 und 64 und 27,5 Prozent waren 65 Jahre oder älter. 53,9 Prozent der Bevölkerung waren weiblich.
Das mittlere jährliche Einkommen eines Haushalts lag bei 32.833 US-Dollar. Das Pro-Kopf-Einkommen betrug 13.767 Dollar. 19,0 Prozent der Einwohner lebten unterhalb der Armutsgrenze.